# It's Time (Michael Bublé)
It's Time è il quarto album in studio del cantante canadese Michael Bublé, uscito nel 2005. È stato n. 1 nella classifica italiana per 8 settimane. In totale ha totalizzato ben 89 settimane nella Top100, vendendo oltre 370 000 copie.

## Tracce
1. Feeling Good (Leslie Bricusse, Anthony Newley) - 3:57
2. A Foggy Day (George Gershwin, Ira Gershwin) - 2:31
3. You Don't Know Me (Eddy Arnold, Cindy Walker) - 4:14
4. Quando quando quando (duet with Nelly Furtado) (Tony Renis, Alberto Testa) - 4:45
5. Home (Michael Bublé, Alan Chang, Amy Foster-Gillies) - 3:45
6. Can't Buy Me Love (John Lennon, Paul McCartney) - 3:14
7. The More I See You (Mack Gordon, Harry Warren) - 3:47
8. Save the Last Dance for Me (Walter Hirsch, Frank Magine, Phil Spitalny) - 3:38
9. Try a Little Tenderness (Jimmy Campbell, Reginald Connelly, Harry M. Woods) - 4:05
10. How Sweet It Is (To Be Loved by You) (Lamont Dozier, Brian Holland, Eddie Holland) - 2:58
11. A Song for You (Leon Russell) - 4:42
12. I've Got You Under My Skin (Cole Porter) - 3:40
13. You and I (Stevie Wonder) - 3:54
Bonus track sull'edizione Starbucks:
14. Come Fly with Me (Sammy Cahn, Jimmy Van Heusen)
Bonus tracks sull'edizione speciale:
15. Dream a Little Dream of Me (Fabian Andre, Gus Kahn, Wilbur Schwandt) - 3:08
16. Mack the Knife (Marc Blitzstein, Bertolt Brecht, Kurt Weill) - 3:20
Bonus tracks sulla versione per il fan club:
17. It's All in the Game (Charles G. Dawes, Carl Sigman)
18. I'm Beginning to See the Light (Duke Ellington, Don George, Johnny Hodges, Harry James)
Bonus track sulla versione giapponese:
19. Softly, as I Leave You (Hal Shaper, Antonio DeVita, Giorgio Calabrese)

## Classifiche
| Paese (2005—2007) | Posizione massima |
| ----------------- | ----------------- |
| Australia         | 2                 |
| Austria           | 3                 |
| Belgio Fiandre    | 14                |
| Belgio Vallonia   | 7                 |
| Canada            | 1                 |
| Danimarca         | 18                |
| Francia           | 23                |
| Germania          | 2                 |
| Italia            | 1                 |
| Messico           | 83                |
| Norvegia          | 5                 |
| Nuova Zelanda     | 5                 |
| Paesi Bassi       | 2                 |
| Polonia           | 3                 |
| Portogallo        | 20                |
| Regno Unito       | 4                 |
| Spagna            | 1                 |
| Stati Uniti       | 7                 |
| Svezia            | 4                 |
| Svizzera          | 7                 |